# Arena Riga
Arena Riga (lettisk: Arēna Rīga) er en indendørs sportsarena i Riga, Letland. Den bruges primært til ishockey, basketball og koncerter. Riga Arena kan huse 12.500 personer til sportsarrangementer og blev færdiggjort i 2006. Den blev bygget for at kunne bruges som den ene arena til VM i ishockey 2006, den anden var Skonto Arena.
Mange store internationale kunstnere har optrådt der, inklusive: Rihanna, Pink, Kylie Minogue, Backstreet Boys, Björk, Seal, Avril Lavigne, Lenny Kravitz, Iron Maiden, Linkin Park, Muse, Sting og flere.
Siden 2008, har arenaen være hjemsted for Dinamo Riga, der spiller i Kontinental Hockey League.